# (5236) Yoko
(5236) Yoko – planetoida z grupy pasa głównego asteroid okrążająca Słońce w ciągu 3,56 lat w średniej odległości 2,33 j.a. Odkryta 10 października 1990 roku.
Została nazwana na cześć Yoko Furuty, żony jednego z jej odkrywców. Przed nadaniem nazwy planetoida nosiła oznaczenie tymczasowe 1990 TG3.